# Discografia di Liis Lemsalu
La discografia di Liis Lemsalu, cantante estone, è costituita da due album in studio, un EP e oltre venti singoli.

## Album in studio
| Anno | Titolo e dettagli                                                                                          | Classifiche |
| Anno | Titolo e dettagli                                                                                          | EST         |
| ---- | --- | ----------- |
| 2011 | Liis Lemsalu - Pubblicato: 1º gennaio 2011 - Etichetta: Universal Baltics - Formato: CD, download digitale | 2           |
| 2017 | +1 - Pubblicato: 27 novembre 2017 - Etichetta: Sargentas - Formato: CD, download digitale, streaming       | 6           |

## Extended play
| Anno | Titolo e dettagli                                                                                        |
| ---- | --- |
| 2016 | Rules - Pubblicato: 12 gennaio 2016 - Etichetta: Crunch Industry - Formato: Download digitale, streaming |

## Singoli

### Come artista principale
| Anno | Titolo                                  | Classifiche | Album di provenienza |
| Anno | Titolo                                  | EST         | Album di provenienza |
| --- | --------------------------------------- | ----------- | -------------------- |
| 2011 | Wanna Get Down                          | ×           | Liis Lemsalu         |
| 2011 | Shining Star                            | ×           | Liis Lemsalu         |
| 2011 | Kõnnime seda teed (con Artjom Savitski) | ×           | /                    |
| 2013 | Uhhuu                                   | ×           | /                    |
| 2013 | Rohkem värve                            | ×           | /                    |
| 2015 | Fire                                    | ×           | Rules                |
| 2015 | Breaking the Rules                      | ×           | Rules                |
| 2016 | Sinu ees                                | ×           | +1                   |
| 2016 | Keep Running                            | ×           | +1                   |
| 2017 | Aeg on käes                             | ×           | +1                   |
| 2017 | Sinuga koos                             | ×           | +1                   |
| 2017 | Ei peatu                                | ×           | +1                   |
| 2018 | Tangled up (con Noëp)                   | —           | /                    |
| 2018 | Hingata                                 | —           | /                    |
| 2018 | Sel ööl on tunne                        | —           | /                    |
| 2019 | Tähed me jalge all                      | —           | /                    |
| 2019 | Kehakeel                                | 22          | /                    |
| 2020 | Halb või hea                            | 39          | /                    |
| 2021 | Doomino (con Stefan)                    | ×           | Hope                 |
| 2021 | Magusvalus                              | ×           | /                    |
| 2022 | Teesklejad                              | ×           | /                    |
| 2023 | Paus (con Reket e Kohver)               | 22          | /                    |
| 2023 | Planeet L                               | —           | /                    |
| 2023 | Valge valgus                            | —           | /                    |
| 2024 | Silmad lahti                            | 9           | /                    |
| 2025 | Solodance (con Tungevaag)               | —           | /                    |
| 2025 | Jackpot (con Stefan)                    | 5           | /                    |
| "—" indica una pubblicazione non classificata in quel paese. "×" indica una classifica non esistente o non pubblicata. |                                         |             |                      |

### Come artista ospite
| Anno | Titolo                                            | Classifiche |
| Anno | Titolo                                            | EST         |
| ---- | ------------------------------------------------- | ----------- |
| 2020 | Magad vä? (Reket feat. Liis Lemsalu & Avoid Dave) | 1           |